# E6 (matematica)
In matematica, E6 è la sigla che contraddistingue un gruppo di Lie e la sua algebra di Lie {\displaystyle {\mathfrak {e}}_{6}}. Il gruppo E6 è uno dei cinque gruppi di Lie semplici eccezionali e uno dei gruppi semplicemente allacciati.
E6 ha rango 6 e dimensione 78. Il suo centro è il gruppo ciclico Z3. Il suo gruppo di automorfismo esterno è il gruppo ciclico Z2. La sua rappresentazione fondamentale ha 27 dimensioni (complesse) e la sua  rappresentazione duale, che non è equivalente alla precedente, ha anch'essa 27 dimensioni.
Nella fisica delle particelle E6 gioca un ruolo di rilievo in alcune grandi teorie unificate.

## Algebra

### Radici di E6
Sebbene generino uno spazio a sei dimensioni, possono essere considerati meglio e in modo più simmetrico come vettori di un sottospazio a sei dimensioni di uno spazio di dimensione nove:
(1,-1,0;0,0,0;0,0,0), (-1,1,0;0,0,0;0,0,0),
(-1,0,1;0,0,0;0,0,0), (1,0,-1;0,0,0;0,0,0),
(0,1,-1;0,0,0;0,0,0), (0,-1,1;0,0,0;0,0,0),
(0,0,0;1,-1,0;0,0,0), (0,0,0;-1,1,0;0,0,0),
(0,0,0;-1,0,1;0,0,0), (0,0,0;1,0,-1;0,0,0),
(0,0,0;0,1,-1;0,0,0), (0,0,0;0,-1,1;0,0,0),
(0,0,0;0,0,0;1,-1,0), (0,0,0;0,0,0;-1,1,0),
(0,0,0;0,0,0;-1,0,1), (0,0,0;0,0,0;1,0,-1),
(0,0,0;0,0,0;0,1,-1), (0,0,0;0,0,0;0,-1,1),
Tutte le 27 combinazioni di {\displaystyle (\mathbf {3} ;\mathbf {3} ;\mathbf {3} )} dove {\displaystyle \mathbf {3} } è una delle terne  {\displaystyle ({\frac {2}{3}},-{\frac {1}{3}},-{\frac {1}{3}})}, {\displaystyle (-{\frac {1}{3}},{\frac {2}{3}},-{\frac {1}{3}})},
{\displaystyle (-{\frac {1}{3}},-{\frac {1}{3}},{\frac {2}{3}})}
Tutte le 27 combinazioni of {\displaystyle (\mathbf {\bar {3}} ;\mathbf {\bar {3}} ;\mathbf {\bar {3}} )} dove  {\displaystyle \mathbf {\bar {3}} } è una delle terne  {\displaystyle (-{\frac {2}{3}},{\frac {1}{3}},{\frac {1}{3}})}, {\displaystyle ({\frac {1}{3}},-{\frac {2}{3}},{\frac {1}{3}})},
{\displaystyle ({\frac {1}{3}},{\frac {1}{3}},-{\frac {2}{3}})}
Radici semplici
(0,0,0;0,0,0;0,1,-1)
(0,0,0;0,0,0;1,-1,0)
(0,0,0;0,1,-1;0,0,0)
(0,0,0;1,-1,0;0,0,0)
(0,1,-1;0,0,0;0,0,0)
{\displaystyle ({\frac {1}{3}},-{\frac {2}{3}},{\frac {1}{3}};-{\frac {2}{3}},{\frac {1}{3}},{\frac {1}{3}};-{\frac {2}{3}},{\frac {1}{3}},{\frac {1}{3}})}

### Gruppo di Weyl/Coxeter
Il suo gruppo di Weyl/Coxeter è il gruppo di simmetria del politopo E6.

### Matrice di Cartan
{\displaystyle {\begin{pmatrix}2&-1&0&0&0&0\\-1&2&-1&0&0&0\\0&-1&2&-1&-1&0\\0&0&-1&2&0&0\\0&0&-1&0&2&-1\\0&0&0&0&-1&2\end{pmatrix}}}